# Ōe no Hiromoto
Ōe no Hiromoto (大江 広元?; 1148 – 1225) fu un kuge (nobile di corte) e vassallo dello shogunato Kamakura, il quale contribuì a stabilire la struttura governativa dello shogunato.

## Biografia
Pronipote del famoso studioso Ōe no Masafusa, nacque figlio di Ōe no Koremitsu e fu adottato da Nakahara Hirosue, ma in seguito tornò alla famiglia Ōe nel 1216. Esiste un'altra teoria secondo cui Hiromoto nacque figlio di Fujiwara no Mitsuyoshi: in quanto nobile minore prestò servizio presso la Corte imperiale di Kyoto. 
Nel 1184 fu invitato a Kamakura da Minamoto no Yoritomo che in seguito fondò lo shogunato Kamakura. Nel 1185, su consiglio di Hiromoto, Yoritomo creò le figure di Jitō e Shugo che contribuirono a rafforzare il controllo shogunale sulle province. Nel 1190 seguì Yoritomo a Kyoto e vi rimase per negoziare con la corte imperiale fino al 1192. Per i suoi servigi ebbe come ricompenda il dominio di Yamamoto (provincia di Higo). 
Dopo la morte di Yoritomo ottenne la fiducia della sua vedova, Hōjō Masako, e aiutò la presa al potere del clan Hōjō, partecipando a numerosi eventi importanti dello shogunato. Nel 1199 il potere reale fu spostato dal secondo shōgun Minamoto no Yoriie al consiglio di influenti gokenin.
Nel 1203 lo shōgun fu arrestato assieme al suo sostenitore Hiki Yoshikazu, mentre Hiromoto aiutò il clan Hōjō a schiacciare i nemici come Hatakeyama Shigetada, Hiraga Asamasa e Wada Yoshimori.
Durante la guerra Jōkyū insistette per fare un attacco improvviso a Kyoto che contribuì alla schiacciante vittoria dello shogunato, morì dopo aver sostenuto la successione di Hōjō Yasutoki. Il suo quarto figlio Mōri Suemitsu fondò il clan Mōri.

## Presenza nella cultura di massa
- Yoshitsune - serie televisiva (2005), interpretato da Takashi Matsuo.